# Lubartów
Lubartów är en stad i Lublins vojvodskap i Polen. 2014 hade staden 22 463 invånare.